# Cipriano Chemello
Cipriano Chemello (né le 19 juillet 1945 à Crespano del Grappa et mort le 14 février 2017 à Bassano del Grappa) est un coureur cycliste italien.
Spécialiste de la poursuite par équipes, il a été champion du monde de cette discipline en amateurs en 1966 et 1968. Il a également été médaillé de bronze aux Jeux olympiques de 1968. Il a ensuite été professionnel sur route de 1969 à 1973.

## Palmarès sur piste

### Jeux olympiques
- Mexico 1968
  -  Médaillé de bronze de la poursuite par équipes (avec Lorenzo Bosisio, Luigi Roncaglia, Giorgio Morbiato)
  - 5e de la poursuite individuelle

### Championnats du monde
- Saint-Sébastien 1965
  -  Médaillé de bronze de la poursuite par équipes amateurs
- Francfort 1966
  -  Champion du monde de poursuite par équipes amateurs (avec Antonio Castello, Luigi Roncaglia, Gino Pancino)
- Amsterdam 1967
  -  Médaillé de bronze de la poursuite par équipes amateurs
- Rome-Montevideo 1968
  -  Champion du monde de poursuite par équipes amateurs (avec Giorgio Morbiato, Luigi Roncaglia, Lorenzo Bosisio)

### Championnats nationaux
- 1967
  -  Champion d'Italie de poursuite amateurs
- 1972
  - 3e du championnat d'Italie de demi-fond

## Palmarès sur route
- 1968
  - 2e de Vicence-Bionde
- 1969
  - 1rea et 4eb étapes du Tour de Catalogne
  - 3e du Trofeo Masferrer
- 1970
  - 1re étape de Paris-Nice

## Résultats sur les grands tours

### Tour de France
1 participation 
- 1970 : abandon 12e étape

### Tour d'Italie
1 participation
- 1971 : abandon

### Tour d'Espagne
1 participation
- 1972 : abandon